# Hành chính Việt Nam thời Bắc thuộc lần 2
Hành chính Việt Nam thời Bắc thuộc lần 2 phản ánh những biến động về địa giới hành chính của Việt Nam từ năm 43 đến năm 541, trải qua 7 triều đại phong kiến phương Bắc: Đông Hán, Đông Ngô, Tào Ngụy, Tấn, Lưu Tống, Nam Tề, Lương.
Thời Đông Hán, lãnh thổ Việt Nam hiện nay thuộc bộ Giao Chỉ - gồm 9 quận, tức là lãnh thổ nước Nam Việt cũ cộng thêm đất 3 quận Đạm Nhĩ, Chu Nhai và Nhật Nam. Cuối thời Hán đổi gọi bộ Giao Chỉ thành Giao Châu như các châu của Trung Quốc. Từ cuối thời Tam Quốc, Đông Ngô cắt đất phía bắc ra khỏi Giao Châu để lập ra Quảng Châu. Sang thời Lương có đặt thêm nhiều châu nhỏ do chính sách điều chỉnh địa giới hành chính của Lương Vũ Đế trong cả nước Lương.

## Thời Đông Hán

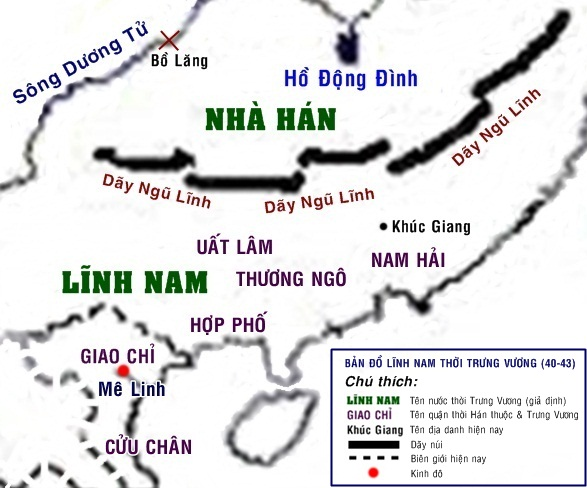
Vị trí các quận trực thuộc bộ Giao Chỉ/Giao Châu trên đất Lĩnh Nam, bao gồm: Nam Hải, Uất Lâm, Thương Ngô, Hợp Phố, Giao Chỉ, Cửu Chân

Kế tục từ thời Tây Hán, nhà Đông Hán duy trì bộ Giao Chỉ gồm có 9 quận: Nam Hải, Hợp Phố (Quảng Đông ngày nay), Thương Ngô, Uất Lâm (Quảng Tây), Chu Nhai, Đạm Nhĩ (đảo Hải Nam), Giao Chỉ, Cửu Chân (miền Bắc Việt Nam) và Nhật Nam. Ba quận thuộc về lãnh thổ Việt Nam hiện nay là Giao Chỉ, Cửu Chân và Nhật Nam.
Từ năm 203, theo đề nghị của thứ sử Trương Tân và thái thú quận Giao Chỉ là Sĩ Nhiếp, bộ Giao Chỉ được đổi tên thành Giao Châu, coi ngang hàng như các châu ở Trung Quốc.

### Quận Nam Hải
Quận Nam Hải được xác định vị trí bao trùm tỉnh Quảng Đông và phần đất phía đông nam tỉnh Quảng Tây, Trung Quốc hiện nay.
Quận trị Nam Hải đặt tại huyện Phiên Ngung, nay là thành phố Quảng Châu, tỉnh Quảng Đông, Trung Quốc. Nam Hải gồm có 6 huyện như sau: Phiên Ngung, Trung Túc, Bác La, Long Xuyên, Tứ Hội, Yết Dương.

### Quận Uất Lâm
Quận Uất Lâm được xác định vị trí là từ các địa cấp thị Nam Ninh, Bách Sắc đến đại bộ phận Liễu Châu, phía bắc Ngọc Lâm, phía đông và phía nam Hà Trì đều thuộc Quảng Tây.
Quận trị Uất Lâm đặt tại huyện Bố Sơn, nay là địa cấp thị Quý Cảng thuộc Khu tự trị dân tộc Choang Quảng Tây, Trung Quốc. Uất Lâm gồm có 12 huyện như sau: Bố Sơn, An Quảng, Hà Lâm, Quảng Đô, Trung Lưu, Quế Lâm, Đàm Trung, Lâm Trần, Định Chu, Lĩnh Phương, Tăng Thực, Ung Kê.

### Quận Thương Ngô
Quận Thương Ngô được xác định vị trí tương đương với khu vực dãy núi Đô Bàng tỉnh Quảng Tây, phía đông núi Đại Dao, địa cấp thị Triệu Khánh tỉnh Quảng Đông, phía tây huyện cấp thị La Định, huyện Giang Vĩnh tỉnh Hồ Nam, phía nam huyện Giang Hoa, huyện Đằng tỉnh Quảng Tây, phía bắc thành phố cấp huyện Tín Nghi tỉnh Quảng Đông.
Quận trị Thương Ngô đặt tại huyện Quảng Tín, nay là thành phố Ngô Châu, tỉnh Quảng Tây hoặc huyện Phong Khai thuộc địa cấp thị Triệu Khánh, tỉnh Quảng Đông, Trung Quốc. Thương Ngô gồm có 10 huyện như sau: Quảng Tín, Tạ Mộc, Cao Yếu, Phong Dương, Lâm Hạ, Đoan Khê, Phùng Thừa, Phú Xuyên, Lệ Phổ, Mãnh Lăng.

### Quận Hợp Phố
Quận Hợp Phố được xác định vị trí là vùng duyên hải vịnh Bắc Bộ tỉnh Quảng Tây và địa cấp thị Trạm Giang tỉnh Quảng Đông.
Quận trị Hợp Phố đặt tại huyện Từ Văn, nay là thành phố cấp huyện Lôi Châu thuộc địa cấp thị Trạm Giang, tỉnh Quảng Đông, Trung Quốc. Hợp Phố thời Đông Hán gồm có 5 huyện: Hợp Phố, Từ Văn, Cao Lương, Lâm Nguyên, Chu Nhai với 23.121 hộ - 86.617 người.

### Quận Giao Chỉ
Quận Giao Chỉ được xác định vị trí là đất Bắc Bộ Việt Nam và một phần phía tây nam tỉnh Quảng Tây hiện nay (từ sông Uất hay sông Tây Giang về phía nam), trừ đi góc tây bắc Việt Nam nằm ngoài phạm vi thống trị của nhà Hán và góc tây nam tỉnh Ninh Bình thuộc về quận Cửu Chân và dải biển từ Thái Bình đến huyện Kim Sơn khi đó vẫn là biển chưa được bồi đắp.
Biến động lớn nhất về hành chính thời kỳ này là Mã Viện thấy huyện Tây Vu quá rộng, cắt đất đặt thêm 2 huyện Phong Khê và Vọng Hải.
Quận trị Giao Chỉ lần lượt ở Mê Linh, Luy Lâu và Long Biên. Giao Chỉ gồm có 10 huyện như sau: Luy Lâu, An Định, Câu Lậu, Mê Linh, Khúc Dương, Bắc Đái, Tây Vu (phần còn lại sau khi cắt đi Phong Khê và Vọng Hải), Kê Từ, Long Biên, Chu Diên (vị trí chi tiết các huyện này, xem bài Hành chính Việt Nam thời Bắc thuộc lần 1), Phong Khê (huyện Đông Anh của Hà Nội và thành phố Từ Sơn của Bắc Ninh hiện nay), Vọng Hải (gồm huyện Sóc Sơn của Hà Nội và một phần tỉnh Vĩnh Phúc).

### Quận Cửu Chân
Quận Cửu Chân được xác định vị trí từ góc tây nam tỉnh Ninh Bình đến Hà Tĩnh.
Quận trị Cửu Chân được Đào Duy Anh xác định ở huyện Tư Phố. Cửu Chân gồm có 7 huyện như sau: Tư Phố, Cư Phong, Hàm Hoan, Vô Thiết, Dư Phát, Đô Lung, Vô Biên (Vị trí chi tiết từng huyện: xem bài Hành chính Việt Nam thời Bắc thuộc lần 1).

### Quận Nhật Nam
Quận Nhật Nam do nhà Hán mở rộng xuống phía nam quận Cửu Chân, sau khi diệt nước Nam Việt. Vị trí Nhật Nam được xác định là từ Quảng Bình tới Bình Định.
Quận trị Nhật Nam tại huyện Tây Quyển. Nhật Nam gồm có 5 huyện như sau: Tây Quyển, Chu Ngô, Lô Dung, Ty Ảnh, Tượng Lâm (vị trí chi tiết từng huyện xem bài Hành chính Việt Nam thời Bắc thuộc lần 1).
Từ cuối thế kỷ 2, Khu Liên nổi dậy thành lập nước Lâm Ấp, cắt vùng Tượng Lâm (cực nam) ra khỏi lãnh thổ nhà Đông Hán. Lãnh thổ Nhật Nam kể từ đó chỉ còn 4 huyện Tây Quyển, Chu Ngô, Lô Dung, Ty Ảnh, cực nam là đèo Hải Vân.
Bốn quận Hợp Phố, Thương Ngô, Uất Lâm và Nam Hải cũng thuộc nước Nam Việt thời nhà Triệu và trực thuộc bộ Giao Chỉ thời Hán nhưng lãnh thổ đều nằm bên ngoài Việt Nam hiện nay.

## Thời Tam Quốc và Lưỡng Tấn

### Biến động và thay đổi hành chính
Cuối năm 263, Tào Ngụy diệt Thục Hán. Viên lại ở quận Giao Chỉ là Lã Hưng giết chết thái thú Tôn Tư của Đông Ngô, mang đất này về hàng Tào Ngụy.
Do biến động tranh chấp giữa các nước, năm 264, nhà Đông Ngô (Ngô Cảnh Đế Tôn Hưu) chính thức cắt 3 quận Nam Hải, Uất Lâm, Thương Ngô phía bắc Giao Châu hợp thành Quảng Châu. Như vậy 3 quận đã Hán hóa mạnh được cắt ra khỏi Giao Châu để lần đầu tiên lập thành Quảng Châu. Giao Châu mới chỉ gồm 4 quận còn lại phía nam là Hợp Phố, Giao Chỉ, Cửu Chân và Nhật Nam (tương đương miền Bắc và Bắc Trung Bộ Việt Nam cộng thêm vùng duyên hải phía nam Quảng Tây và bán đảo Lôi Châu tỉnh Quảng Đông, Trung Quốc hiện nay), vẫn là "ngoại địa" trong quan điểm của nhà Ngô.
Tính từ khi Hán Vũ Đế thôn tính Nam Việt và đặt bộ Giao Chỉ (106 TCN) đến khi Ngô Cảnh Đế chia tách, Quảng Châu (phần lớn đất Lưỡng Quảng – Trung Quốc hiện nay) và Giao Châu mới (miền Bắc và Bắc Trung Bộ Việt Nam cộng thêm một phần nhỏ của Lưỡng Quảng) đã tồn tại trong một thực thể đơn vị hành chính chung là bộ Giao Chỉ rồi Giao Châu trong khoảng 370 năm (106 TCN – 264).
Năm 271, sau khi đánh chiếm lại được Giao châu từ tay nhà Tấn (giành ngôi Tào Ngụy từ năm 265), tướng Đông Ngô là Đào Hoàng đã xin với vua Ngô là Tôn Hạo đặt thêm 2 quận Vũ Bình và Tân Hưng trên cơ sở tách 3 huyện lớn quận Giao Chỉ ra và đặt thêm quận Cửu Đức tách khỏi quận Cửu Chân. Sang thời thuộc Tấn đổi Tân Hưng thành Tân Xương. Như vậy Giao Châu cuối thời thuộc Ngô qua thời thuộc Ngụy đến thời thuộc Tấn gồm có 7 quận, thuộc lãnh thổ Việt Nam ngày nay gồm có 6 quận: Giao Chỉ, Vĩnh Bình, Tân Hưng (Xương), Cửu Chân, Cửu Đức và Nhật Nam. Còn quận Hợp Phố nay thuộc lãnh thổ Trung Quốc.

### Quận Giao Chỉ
Các huyện lớn của Giao châu được nhà Ngô tách ra để đặt các huyện nhỏ. Số lượng các huyện thời thuộc Ngô vì vậy tăng lên nhiều so với thời thuộc Hán.
Quận Giao Chỉ có vị trí lãnh thổ như thời Đông Hán, trừ các phần tách ra thành quận Tân Xương và Vũ Bình. Giao Chỉ gồm có 14 huyện, 12000 hộ.
Các huyện thuộc quận Giao Chỉ là (các huyện chữ nghiêng vẫn như thời trước): Long Biên (không còn vùng phía bắc gồm: Thái Nguyên, Lạng Sơn, Cao Bằng mà Đào Duy Anh cho rằng vùng phía bắc này tách ra thành huyện Ngô Hưng tức Giao Hưng), Câu Lậu, Vọng Hải, Luy Lâu, Tây Vu, Vũ Ninh, Chu Diên (không còn là huyện Chu Diên đời Hán mà chuyển sang vùng Hải Dương, ở giữa sông Thái Bình và sông Hồng), Khúc Dương, Ngô Hưng (là miền Thái Nguyên, Lạng Sơn, Cao Bằng tách ra từ huyện Long Uyên), Bắc Đái, Kê Từ, An Định, Vũ An, Quân Bình (cắt ra từ huyện Khúc Dương, tương đương Khâm Châu, tỉnh Quảng Tây, Trung Quốc).
Nhà Tấn đổi tên các huyện: Ngô Hưng làm Giao Hưng, Quân Bình làm Hải Bình và Vũ An làm Nam Định (tức huyện Gia Bình, Bắc Ninh). Như vậy các huyện thuộc Giao Chỉ thời thuộc Tấn là Long Biên, Câu Lậu, Vọng Hải, Luy Lâu, Tây Vu, Vũ Ninh, Chu Diên, Khúc Dương, Giao Hưng, Kê Từ, An Định, Nam Định, Hải Bình.

### Quận Tân Xương
Thời thuộc Ngô, Tôn Hạo đặt quận Tân Hưng. Tấn Vũ Đế diệt Ngô đổi là quận Tân Xương. Quận này được xác định vị trí ở vùng bao gồm: huyện Mê Linh (Hà Nội), phía bắc thị xã Sơn Tây (Hà Nội), tỉnh Vĩnh Phúc, tỉnh Phú Thọ và tỉnh Yên Bái. Quận đặt từ thời Ngô Mạt Đế Tôn Hạo cuối đời Tam Quốc, tách ra từ quận Giao Chỉ, sang thời Tấn không thay đổi.
Tân Xương gồm có 6 huyện, 3.000 hộ. Các huyện thuộc Tân Xương là: Mê Linh, Gia Ninh (về sau thời Lý Nam Đế có thành Gia Ninh nơi vua chống quân nhà Lương, nay là vùng đất thuộc khoảng huyện Vĩnh Tường (tỉnh Vĩnh Phúc) và thành phố Việt Trì (tỉnh Phú Thọ)), Ngô Định, Phong Sơn, Lâm Tây, Tây Đạo.

### Quận Hợp Phố
Thời thuộc Ngô, quận trị Hợp Phố dời từ huyện Từ Văn sang huyện Hợp Phố (nay là huyện Phố Bắc thuộc Quảng Tây, Trung Quốc).
Năm 226, nhà Ngô chia phần đất phía bắc quận Hợp Phố thuộc quyền quản lý của Quảng Châu, không còn thuộc Giao Châu nữa. Phần đất còn lại của quận Hợp Phố nhập vào quận Giao Chỉ.

### Quận Vũ Bình
Quận Vũ Bình được xác định vị trí gồm phía nam Vĩnh Phúc ở tả ngạn sông Hồng, gồm các quận, huyện Đông Anh, Hà Đông, Thạch Thất, Ứng Hòa, Chương Mỹ, Mỹ Đức, Thanh Oai (Hà Nội), các huyện Kim Bảng, Duy Tiên tỉnh Hà Nam, các huyện Kỳ Sơn, Lương Sơn tỉnh Hòa Bình. Quận đặt từ thời Ngô Mạt Đế Tôn Hạo cuối đời Tam Quốc, tách ra từ quận Giao Chỉ, sang thời Tấn không thay đổi.
Vũ Bình có 7 huyện, 3000 hộ. Các huyện thuộc Vũ Bình là: Vũ Ninh, Vũ Hưng, Tiến Sơn, Căn Ninh, Vũ Định, Phù Yên, Phong Khê.

### Quận Cửu Chân
Quận Cửu Chân có vị trí như thời Đông Hán, gồm 7 huyện, 3000 hộ.
Các huyện thuộc Cửu Chân thời thuộc Ngô gồm: Tư Phố, Di Phong, Trạm Ngô, Kiến Sơ, Thường Lạc, Phù Lạc.
Nhà Tấn lập thêm huyện Tùng Nguyên và chia huyện Thường Lạc lập huyện Cao An. Như vậy các huyện thuộc Cửu Chân thời thuộc Tấn gồm Tư Phố, Di Phong, Trạm Ngô, Kiến Sơ, Thường Lạc, Cao An, Phù Lạc, Tùng Nguyên.

### Quận Cửu Đức
Quận Cửu Đức được xác định vị trí là huyện Hàm Hoan thời Hán, được xác định ở vùng tương đương tỉnh Nghệ An đến Hà Tĩnh. Quận đặt từ thời Ngô Mạt Đế Tôn Hạo cuối đời Tam Quốc, tách ra từ quận Cửu Chân.
Cửu Đức đời thuộc Ngô có 8 huyện, không rõ số hộ. Các huyện thuộc Cửu Đức là: Cửu Đức (sau này Diễn châu thời thuộc Đường, tương đương huyện Diễn Châu bắc Nghệ An), Hàm Hoan, Nam Lăng, Dương Thành, Việt Thường, Phù Linh, Khúc Tư, Đô Hào.
Nhà Tấn đổi Dương Thành thành Dương Toại, sau đó tách Dương Toại lập ra huyện Phố Dương và huyện Tây An (tương đương huyện Nghi Xuân của Hà Tĩnh và Nghi Lộc của Nghệ An). Như vậy các huyện thuộc Cửu Đức thời thuộc Tấn là Cửu Đức, Hàm Hoan, Nam Lăng, Dương Toại, Phố Dương, Tây An, Phù Linh, Khúc Tư, Đô Hào.

### Quận Nhật Nam
Quận Nhật Nam được xác định vị trí từ Quảng Bình đến đèo Hải Vân. Nhật Nam có 5 huyện, 600 hộ.
Các huyện thuộc Nhật Nam thời thuộc Ngô gồm: Lô Dung, Chu Ngô, Tây Quyển, Tỷ Ảnh, Tượng Lâm; trong đó huyện Tượng Lâm trên thực tế đã trở thành nước Lâm Ấp độc lập từ cuối thời Đông Hán nên việc đặt huyện không có đất đai cai trị thực sự.
Năm 289, Tấn Vũ Đế tách huyện Tây Quyển đặt huyện Thọ Linh, tách Tỷ Ảnh đặt thêm huyện Vô Lao. Như vậy các huyện thuộc Nhật Nam thời thuộc Tấn là Lô Dung, Chu Ngô, Tây Quyển, Thọ Linh, Tỷ Ảnh, Vô Lao, Tượng Lâm. Trong thế kỷ 4, nhà Tấn nhiều lần tổ chức tấn công nước Lâm Ấp - tức huyện Tượng Lâm theo cách gọi của nhà Tấn - tiến sâu vào lãnh thổ nước này nhưng cuối cùng không giành lại được quyền kiểm soát vùng này lâu dài.

## Thời Nam Bắc triều
Về cơ bản, địa giới hành chính Giao châu thời Nam Bắc triều như thời Lưỡng Tấn, có điều chỉnh ít qua các triều đại.

### Thời Lưu Tống (420-479)
- Quận Giao Chỉ: được tách ra một phần để lập quận Tống Bình, gồm các huyện: Long Biên, Câu Lậu, Vọng Hải, Luy Lâu, Tây Vu, Vũ Ninh, Chu Diên, Khúc Dương, Giao Hưng, An Định, Nam Định, Hải Bình (Tống thư không chép hai huyện Bắc Đái, Kê Từ của thời thuộc Tấn[16]).
- Quận Tống Bình: được tách ra từ một phần huyện Long Biên thuộc quận Giao Chỉ đời Tấn mà đặt thêm. Tống Bình gồm 3 huyện: Quốc Xương, Nghĩa Hoài, Tuy Ninh. Vị trí được xác định là phía nam sông Hồng và sông Đuống, gồm trung tâm Hà Nội và các huyện Hoài Đức, Thường Tín (Hà Nội), Thuận Thành (Bắc Ninh), Khoái Châu (Hưng Yên).
- Quận Tân Xương: theo Đào Duy Anh thì Tống thư bỏ sót quận này[17].
- Quận Vũ Bình: theo Đào Duy Anh thì Tống thư chỉ chép gồm 3 huyện là Ngô Định, Tân Đạo, Tân Hóa, có thể các huyện khác bị bỏ sót[16].
- Đặt quận Nghĩa Xương, nhưng theo Đào Duy Anh thì Tống thư không chép số huyện của quận này[18].
- Quận Cửu Chân: ngoài các huyện thời thuộc Tấn, nhà Lưu Tống đặt thêm các huyện Quân An, Vũ Ninh, Ninh Di. Như vậy các huyện thuộc Cửu Chân cuối thời thuộc Lưu Tống gồm: Tư Phố, Di Phong, Trạm Ngô, Kiến Sơ, Thường Lạc, Cao An, Phù Lạc, Tùng Nguyên, Quân An, Vũ Ninh, Đô Lung, Ninh Di.
- Quận Cửu Đức: ngoài các huyện thời thuộc Tấn, đặt thêm các huyện Tống Thái, Tống Xương, Hy Bình (cuối đời Lưu Tống) và nhập huyện Dương Toại vào huyện Phố Dương. Như vậy các huyện thuộc Cửu Đức cuối thời thuộc Lưu Tống gồm: Cửu Đức, Hàm Hoan, Nam Lăng, Phố Dương, Tây An, Phù Linh, Khúc Tư, Đô Hào, Tống Thái, Tống Xương, Hy Bình.
- Quận Nhật Nam: như thời thuộc Tấn.

### Thời Nam Tề (479-502)
- Quận Giao Chỉ: gồm các huyện: Long Biên, Câu Lậu, Vọng Hải, Luy Lâu, Tây Vu, Vũ Ninh, Chu Diên, Khúc Dương, An Định, Nam Định, Hải Bình (Nam Tề thư không chép 3 huyện Giao Hưng, Bắc Đái, Kê Từ của thời thuộc Tấn[18]).
- Quận Tống Bình: gồm các huyện: Quốc Xương, Nghĩa Hoài, Tuy Ninh như thời Lưu Tống.
- Quận Vũ Bình: so với thời Tấn thì Nam Tề thư không chép 4 huyện Vũ Ninh, Tiến Sơn, Yên Vũ, Phù Yên mà có thêm 3 huyện mới là Vũ Định, Bình Đại và Nam Di. Như vậy Vũ Bình thời thuộc Nam Tề gồm các huyện Vũ Hưng, Căn Ninh, Vũ Định, Phong Khê, Bình Đại, Nam Di.
- Quận Tân Xương so với thời Tấn bỏ huyện Mê Linh, đặt huyện Phạm Tin và có 3 huyện thuộc quận Vũ Bình thời Tống là Ngô Định, Tân Đạo, Tân Hóa. Các huyện thuộc Tân Xương gồm: Phạm Tín, Gia Hưng, Ngô Định, Phong Sơn, Lâm Tây, Tây Đạo, Tân Đạo, Tân Hóa.
- Quận Cửu Chân: bỏ huyện Ninh Di, thay huyện Đô Lung bằng huyện Cát Lung. Như vậy Cửu Chân gồm các huyện: Tư Phố, Di Phong, Trạm Ngô, Kiến Sơ, Thường Lạc, Cao An, Phù Lạc, Tùng Nguyên, Quân An, Vũ Ninh, Cát Lung.
- Quận Cửu Đức: bớt đi các huyện Tống Thái, Tống Xương, Hy Bình thời Tống; như vậy Cửu Đức gồm các huyện: Cửu Đức, Hàm Hoan, Nam Lăng, Phố Dương, Tây An, Phù Linh, Khúc Tư, Đô Hào.
- Quận Nhật Nam thì các huyện như thời thuộc Lưu Tống.

### Thời Lương
Lương Vũ Đế cải cách hành chính trong nước, chia đất đặt thêm nhiều châu nhỏ. Theo sách Thái Bình hoàn vũ ký của Nhạc Sử thời Tống thì các quận thuộc Giao châu thay đổi như sau:
- Chia quận Giao Chỉ đặt ra Hoàng châu và quận Ninh Hải gồm 3 huyện An Bình, Hải Bình, Ngọc Sơn
- Lấy quận Cửu Chân lập ra Ái châu
- Lấy quận Nhật Nam đặt ra Đức châu, Lợi châu và Minh châu. "Quận Nhật Nam" là cách gọi thời thuộc Tùy sau này (Thái Bình hoàn vũ ký viết vào thời nhà Tống), thời thuộc Tề, Lương là quận Cửu Đức (xem Hành chính Việt Nam thời Bắc thuộc lần 3). Địa giới cực nam thời thuộc Lương chỉ đến Cửu Đức (giới hạn tương đương cuối tỉnh Hà Tĩnh), phía nam Hoành Sơn đã bị Lâm Ấp xâm lấn, sau này sang đầu thế kỷ 7, nhà Tùy mới chiếm lại để đặt châu, quận trở lại.[20]

## Bộ máy cai trị
Sau khi chiếm lại bộ Giao Chỉ, tiêu diệt sự chống đối của Hai Bà Trưng, nhà Đông Hán tăng cường bộ máy cai trị hơn trước. Các cấp hành chính có chế độ quan lại như tại Trung Quốc mặc dù hiệu lực hoạt động của bộ máy không thực sự chặt chẽ.
Người đứng đầu Giao Châu là Thứ sử, phụ trách chung toàn bộ công việc của các quận trực thuộc. Tại từng quận, nhà Đông Hán vẫn đặt một viên Thái thú coi việc dân sự và một viên Đô úy coi việc quân sự như trước. Nhưng tại các huyện, chế độ Lạc tướng cha truyền con nối của người Việt bị bãi bỏ, không còn được duy trì như trước. Thay vào đó, nhà Đông Hán đặt các Huyện lệnh để tăng cường cai trị các huyện.
Sang các thời thuộc Ngô, Tấn, Lưu Tống, Nam Tề và Lương, bộ máy quan liêu cai trị Giao Châu cơ bản vẫn như thời thuộc Hán. Tuy nhiên, việc cai quản vẫn còn ít nhiều hạn chế. Các quan lại Trung Quốc thừa nhận nhiều nơi "trưởng lại tuy đặt, có cũng như không", "huyện quan ràng buộc vì để cho sợ uy mà không phục", "dân cậy hiểm ở xa, thường hay phản loạn".